# 蘇必利爾湖州立大學

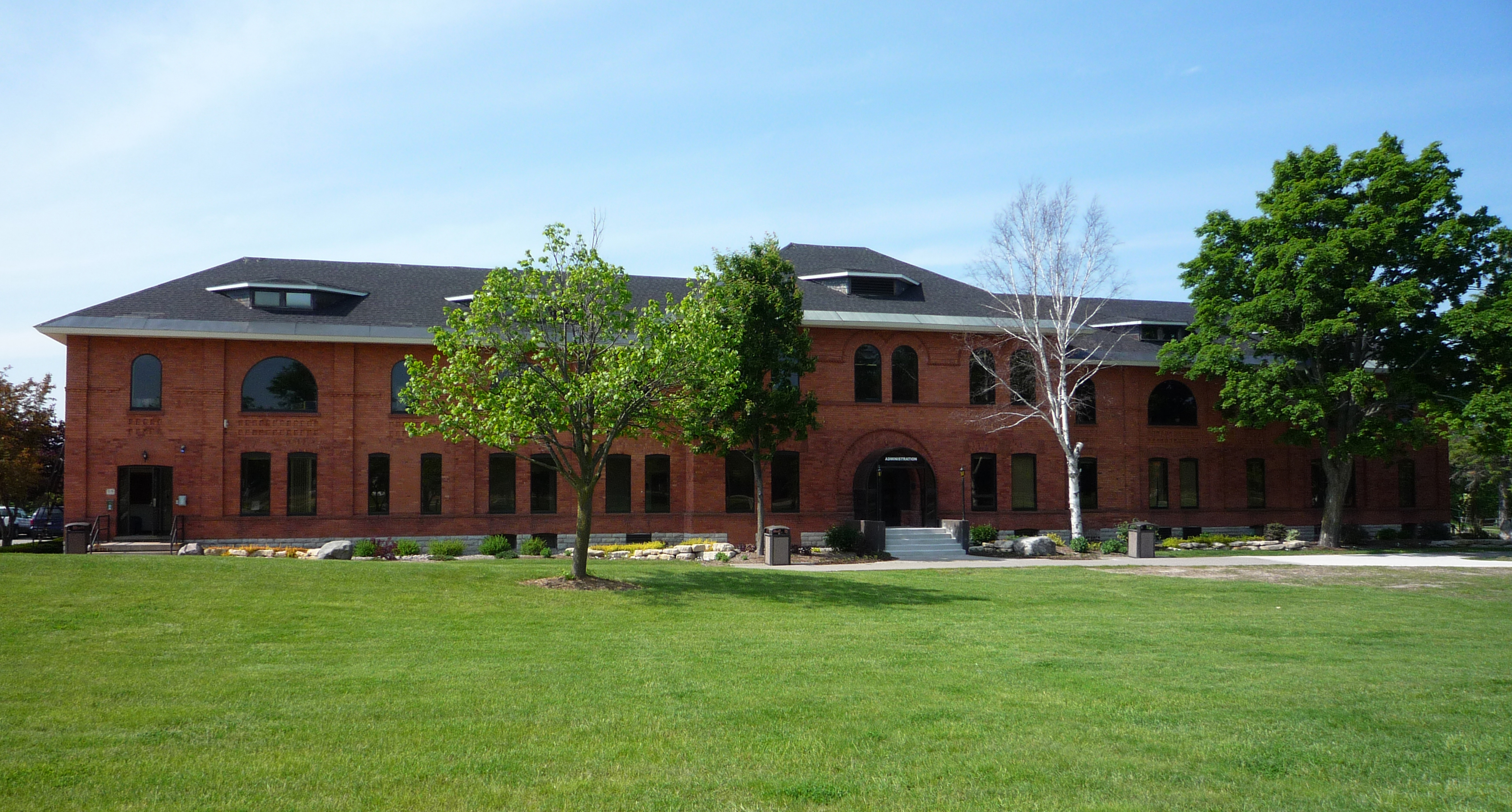
大學行政大樓

蘇必利爾湖州立大學（Lake Superior State University，或稱：Lake State、Lake Superior State和LSSU）是位於美國密歇根州蘇聖瑪麗的一所小型公立大學，成立於1946年。它靠近美國-加拿大邊界，也有許多加拿大學生到此上學。2015年《美國新聞與世界報道》在“中西部地區大學”排名中將其列在第69位。

## 外部連結
- Lake Superior State University （页面存档备份，存于）
- Lakers Athletics （页面存档备份，存于）
- Banished Word List （页面存档备份，存于）
- Lakerpedia
- LSSU FishCam （页面存档备份，存于）